# Creme Puff

Creme Puff – kotka (samica kota domowego), znana z długowieczności. Żyła od 3 sierpnia 1967 do 6 sierpnia 2005 – 38 lat i 3 dni, co stanowi rekord długości życia kota domowego.
Creme Puff całe życie mieszkała w Austin, w stanie Teksas. Jej właścicielem był Jake Perry, do którego należała także inna długowieczna kotka – Granpa, rasy sfinks, która zmarła w 1998 w wieku 34 lat i 2 miesięcy.